# Manappakkam
Manappakkam är en ort i Indien.   Den ligger i distriktet Kancheepuram och delstaten Tamil Nadu, i den södra delen av landet, 1 800 km söder om huvudstaden New Delhi. Manappakkam ligger 9 meter över havet och antalet invånare är 8 851.
Terrängen runt Manappakkam är mycket platt.  Närmaste större samhälle är Madras, 14,6 km nordost om Manappakkam. Runt Manappakkam är det i huvudsak tätbebyggt.